# Партизанська вулиця (Сіверськодонецьк)
Партизанська вулиця — вулиця у Сіверськодонецьку довжиною 1420 метрів. Починається від перетину з вулицею Сметаніна. Перетинає бульвар Незалежності України, вулицю Енергетиків, проспект Хіміків і вулицю Федоренка. Закінчується на перетині з вулицею Богдана Хмельницького. Забудована багатоповерховими житловими будинками.

## Галерея

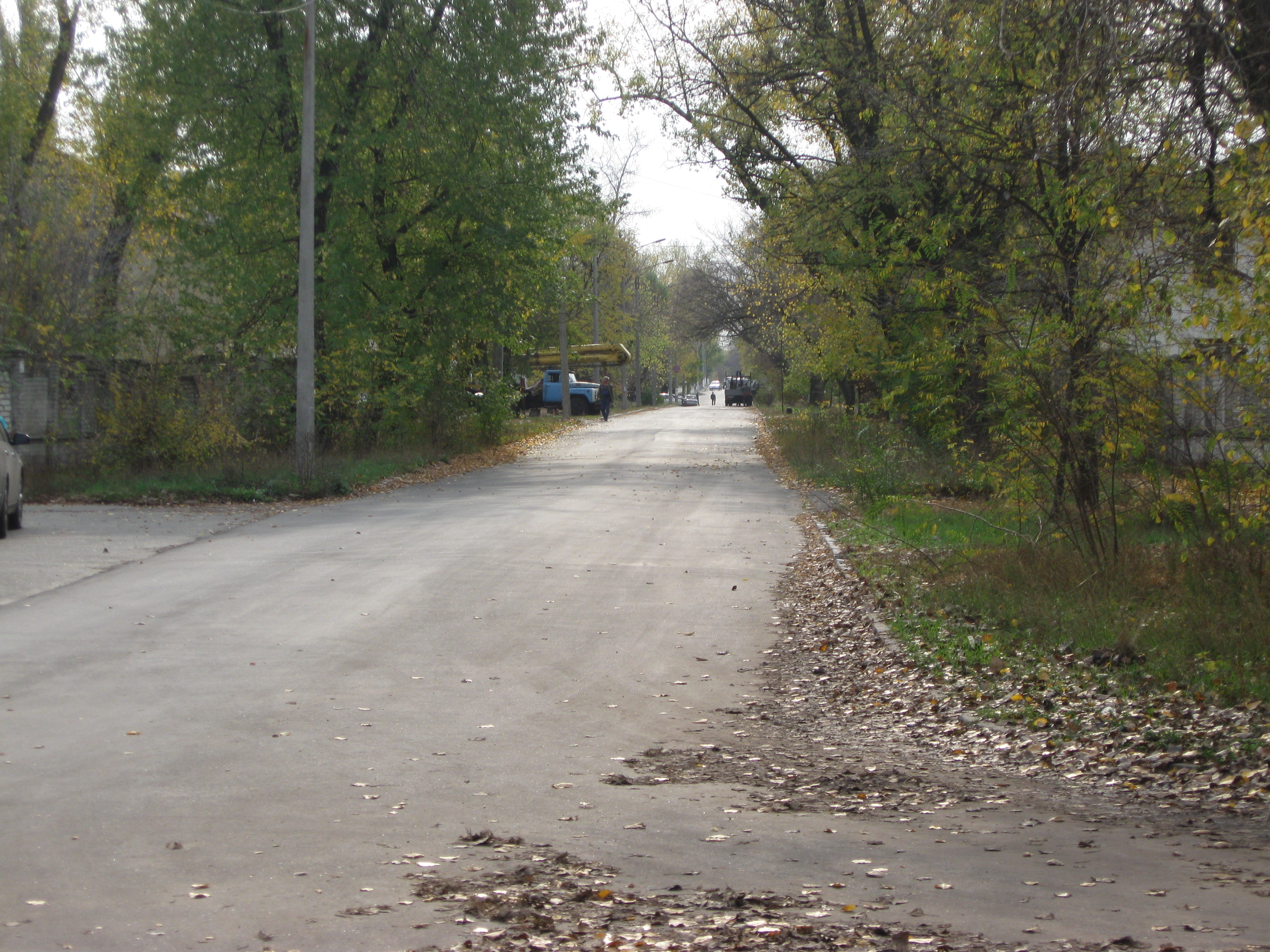
Вигляд з вулиці Сметаніна